# Lista de prêmios e indicações recebidos por Ana Castela
A lista dos prêmios e indicações recebidos por Ana Castela, uma cantora e compositora brasileira consiste em 12 prêmios vencidos e 34 indicações. Os seus principais prêmios são o Grammy Latino e o Prêmio da Música Brasileira de melhor álbum sertanejo, por Boiadeira Internacional (2024), e o prêmio honorário de Artista do Ano de 2024 pela Billboard Brasil, entregue no WME Awards.

## Resumo
Ana Castela foi indicada 17 vezes para categorias individuais, vencendo 7 delas. O álbum Boiadeira Internacional foi indicado para o Grammy Latino e o Prêmio da Música Brasileira, vencendo ambas as premiações em que foi indicado.
Prêmios e indicações por música
Este é um resumo dos prêmios e indicações das músicas gravadas por Ana Castela:
| Música                                     | Venceu | Perdeu | Total |
| ------------------------------------------ | ------ | ------ | ----- |
| "Nosso Quadro"                             | 1      | 3      | 4     |
| "RAM TCHUM" — Dennis DJ feat. MC GW        | 1      | 2      | 3     |
| "Pipoco" — feat. Melody e DJ Chris no Beat | 0      | 3      | 3     |
| "Minha Herança"                            | 1      | 1      | 2     |
| "2 Descaradinhos" — Leo Santana            | 0      | 1      | 1     |
| "Carinha de Bebê" — feat. Pedro Sampaio    | 0      | 1      | 1     |
| "Solteiro Forçado"                         | 0      | 1      | 1     |
| Total                                      | 3      | 12     | 15    |

## Grammy Latino
O Prêmio Grammy Latino (em inglês: Latin Grammy Awards) é uma premiação internacional organizada pela Academia Latina da Gravação que celebra a excelência na música latina. O prêmio homenageia obras gravadas em espanhol, português ou em idiomas, dialetos ou expressões idiomáticas reconhecidas na Ibero-América de qualquer lugar do mundo que foi lançado na Ibero-América (definido como América Latina, Espanha, Portugal e a população latina no Canadá e nos Estados Unidos).
| Ano  | Categoria                        | Indicação               | Resultado | Ref.  |
| ---- | -------------------------------- | ----------------------- | --------- | ----- |
| 2024 | Melhor Álbum de Música Sertaneja | Boiadeira Internacional | Venceu    | [ 4 ] |

## Melhores do Ano Nativa FM
A premiação é uma premiação anual que visa reconhecer e celebrar os destaques da música e do entretenimento no Brasil. Organizada pela rádio Nativa FM, a premiação contempla diversas categorias do ramo musical. Este evento é uma oportunidade para homenagear artistas e produções que se destacaram ao longo do ano no rádio.
| Ano  | Categoria      | Indicação       | Resultado | Ref.  |
| ---- | -------------- | --------------- | --------- | ----- |
| 2024 | Melhor Cantora | Ana Castela     | Indicada  | [ 5 ] |
| 2024 | Música do Ano  | "Minha Herança" | Venceu    | [ 6 ] |

## Prêmio Claro Música
O Prêmio Claro Música Brasil é uma premiação anual que celebra os melhores artistas e músicas do ano em diversas categorias. Organizado pelo aplicativo Claro Música, que oferece serviços de música, rádio e podcast, o prêmio abrange 26 categorias que incluem diferentes gêneros musicais. Os finalistas são escolhidos por meio de votação popular e o vencedor é definido por meio de avaliação de um júri de especialistas musicais.
| Ano  | Categoria                 | Indicação                           | Resultado | Ref.  |
| ---- | ------------------------- | ----------------------------------- | --------- | ----- |
| 2024 | Artista – Sertanejo       | Ana Castela                         | Venceu    | [ 7 ] |
| 2024 | Melhor Música – Axé       | "2 Descaradinhos" — Leo Santana     | Indicada  | [ 8 ] |
| 2024 | Melhor Música – Funk      | "RAM TCHUM" — Dennis DJ feat. MC GW | Indicada  | [ 9 ] |
| 2024 | Melhor Música – Sertanejo | "Minha Herança"                     | Indicada  | [ 9 ] |

## Prêmio Contigo! Online
O Prêmio Contigo! Online foi uma premiação anual que destacava os principais nomes da TV, música e redes sociais no Brasil. Os vencedores eram escolhidos por meio de votação popular online, onde fãs e público em geral votavam em seus favoritos em diversas categorias.
| Ano  | Categoria         | Indicação   | Resultado | Ref.   |
| ---- | ----------------- | ----------- | --------- | ------ |
| 2022 | Revelação Musical | Ana Castela | Venceu    | [ 10 ] |

## Prêmio da Música Brasileira
O Prêmio da Música Brasileira é uma premiação que busca homenagear e premiar a pluralidade das manifestações musicais brasileiras, incentivando o surgimento de novos talentos, e propiciando o encontro entre as diversas tendências da musicais nacional, procurando a mais alta qualidade em todas as vertentes da nossa música.
| Ano  | Categoria                     | Indicação               | Resultado | Ref.   |
| ---- | ----------------------------- | ----------------------- | --------- | ------ |
| 2024 | Melhor Intérprete – Sertanejo | Ana Castela             | Indicada  | [ 11 ] |
| 2024 | Melhor Lançamento – Sertanejo | Boiadeira Internacional | Venceu    | [ 12 ] |

## Prêmio Jovem Brasileiro
O Prêmio Jovem Brasileiro é uma premiação criada em 2002 para homenagear os jovens brasileiros que estão em destaque na música, televisão, cinema, esportes, meio ambiente e internet brasileira.
| Ano  | Categoria         | Indicação                                  | Resultado | Ref.   |
| ---- | ----------------- | ------------------------------------------ | --------- | ------ |
| 2022 | Hit do Ano        | "Pipoco" – feat. Melody e DJ Chris no Beat | Indicada  | [ 13 ] |
| 2023 | Melhor Cantora    | Ana Castela                                | Indicada  | [ 14 ] |
| 2023 | Hit do Ano        | "Nosso Quadro"                             | Indicada  | [ 14 ] |
| 2024 | Melhor Cantora    | Ana Castela                                | Indicada  | [ 15 ] |
| 2024 | Clipe Bombástico  | "RAM TCHUM" — Dennis DJ feat. MC GW        | Venceu    | [ 15 ] |
| 2024 | Clipe Bombástico  | "Carinha de Bebê" — feat. Pedro Sampaio    | Indicada  | [ 15 ] |
| 2025 | Melhor Cantora    | Ana Castela                                | Pendente  | [ 16 ] |
| 2025 | Cantora Revelação | Ana Castela                                | Pendente  | [ 16 ] |
| 2025 | Meu Crush         | Ana Castela                                | Pendente  | [ 16 ] |
| 2025 | Melhor Show       | Ana Castela                                | Pendente  | [ 16 ] |

## Prêmio Kwai
O Prêmio Kwai é uma premiação anual que celebra os criadores de conteúdo da plataforma Kwai no Brasil.
| Ano  | Categoria    | Indicação   | Resultado | Ref.   |
| ---- | ------------ | ----------- | --------- | ------ |
| 2023 | Estrela Kwai | Ana Castela | Indicada  | [ 17 ] |

## Prêmio Multishow de Música Brasileira
O Prêmio Multishow de Música Brasileira (PMMB) é a maior premiação musical brasileira, realizada anualmente pelo canal Multishow, cuja primeira edição ocorreu em 1994 com o intuito de premiar os melhores do ano da música brasileira através de votação da sua audiência e (a partir de 2011) de um júri especializado, composto por jornalistas e técnicos da indústria fonográfica.
| Ano  | Categoria        | Indicação          | Resultado | Ref.   |
| ---- | ---------------- | ------------------ | --------- | ------ |
| 2022 | Revelação do Ano | Ana Castela        | Venceu    | [ 18 ] |
| 2023 | Artista do Ano   | Ana Castela        | Indicada  | [ 19 ] |
| 2023 | Hit do Ano       | "Nosso Quadro"     | Indicada  | [ 19 ] |
| 2023 | Sertanejo do Ano | "Solteiro Forçado" | Indicada  | [ 19 ] |
| 2023 | Sertanejo do Ano | "Nosso Quadro"     | Indicada  | [ 19 ] |
| 2024 | Artista do Ano   | Ana Castela        | Indicada  | [ 20 ] |

## Prêmio Trends
O Prêmio Trends é uma premiação organizada pela Trends Brasil Conference, que tem como principal objetivo conectar diversos atores do music business, desde artistas até quem trabalha nos bastidores. Os participantes e palestrantes do congresso, anualmente, indicam os seus favoritos. Os mais votados em cada categoria são submetidos ao Júri, e os vencedores anunciados na edição Rio de Janeiro da conferência, que acontece sempre em outubro.
| Ano  | Categoria                     | Indicação      | Resultado | Ref.   |
| ---- | ----------------------------- | -------------- | --------- | ------ |
| 2024 | Artista do Ano (Voto Popular) | Ana Castela    | Venceu    | [ 21 ] |
| 2024 | Artista do Ano (Voto Técnico) | Ana Castela    | Indicada  | [ 21 ] |
| 2024 | Melhor Single                 | "Nosso Quadro" | Venceu    | [ 21 ] |

## TikTok Awards
O TikTok Awards é uma premiação anual que celebra os criadores de conteúdo da plataforma TikTok no Brasil.
| Ano  | Categoria          | Indicação                                  | Resultado | Ref.   |
| ---- | ------------------ | ------------------------------------------ | --------- | ------ |
| 2022 | Um Hit é um Hit    | "Pipoco" — feat. Melody e DJ Chris no Beat | Indicada  | [ 22 ] |
| 2022 | Não Nasci, Estreei | Ana Castela                                | Venceu    | [ 22 ] |
| 2023 | Artista TikTok     | Ana Castela                                | Indicada  | [ 23 ] |
| 2024 | Estrela TikTok     | Ana Castela                                | Venceu    | [ 24 ] |
| 2024 | #TikTokMeFezOuvir  | "RAM TCHUM" — Dennis DJ feat. MC GW        | Indicada  | [ 24 ] |

## WME Awards
O Woman's Music Event Awards, ou simplesmente WME Awards, é uma premiação anual dedicada às mulheres da música no Brasil. Criado em 2017, o prêmio reconhece cantoras, compositoras, DJs, instrumentistas, produtoras, jornalistas, diretoras de videoclipes, empreendedoras musicais e radialistas.
| Ano  | Categoria                       | Indicação                                  | Resultado | Ref.   |
| ---- | ------------------------------- | ------------------------------------------ | --------- | ------ |
| 2022 | Música Mainstream               | "Pipoco" — feat. Melody e DJ Chris no Beat | Indicada  | [ 25 ] |
| 2022 | Revelação do Ano                | Ana Castela                                | Indicada  | [ 25 ] |
| 2023 | Cantora do Ano                  | Ana Castela                                | Indicada  | [ 26 ] |
| 2024 | Cantora do Ano                  | Ana Castela                                | Indicada  | [ 27 ] |
| 2024 | Artista do Ano Billboard Brasil | Ana Castela                                | Venceu    | [ 27 ] |